# Фрик, Александр
Александр Фрик (нем. Alexander Frick; 18 февраля 1910, Шан, Лихтенштейн — 31 октября 1991, там же) — лихтенштейнский государственный деятель, премьер-министр Лихтенштейна (1945—1962).

## Биография
В 1929 году окончил педагогический колледж в Рикенбахе.
- В 1929—1936 годах — инспектор,
- В 1936—1945 годах — директор налоговой инспекции Лихтенштейна,
- В 1945—1962 годах — премьер-министр и министр иностранных дел Лихтенштейна. На этом посту принял ряд социально ориентированных законов, в первую очередь в сфере социального страхования.
- В 1962—1969 годах — президент электростанций Лихтенштейна,
- В 1966—1970 годах — президент,
- В 1970—1974 годах — вице-президент ландтага Лихтенштейна.

В 1935—1937 годах — председатель Национального олимпийского комитета Лихтенштейна.